# Ехнасарский монастырь
Ехнасарский монастырь (Ехнасар) (арм. Եղնասարի վանք) — монастырь Армянской апостольской церкви к югу от села Чайкенд, на плато, простёршемся от горного отрога названному в честь апостола Егише.

## Архитектура

### Церковь
В конце XIX века епископ Макар Бархударянц посетил монастырь, о чём написал в своей книге «Арцах». По состоянию на конец XIX века оставалась церковь монастыря, длина которой составляла 12 м 43 см, а ширина 10 м 33 см. Она была возведена из тёсаного камня и имеет две колонны. На южном косяке входа имелась надпись: 
В год 1135 (1686). Я, На (отдельные сохранившиеся буквы) иерей Мовсес
А на северной колонне церкви было написано:
В год Спасителя 1311 (1862) я, недостойный Тер-Казар, написал
Из этого следует, что церковь неоднократно подвергалась реставрации. Монастырь окружён стеной, в нём имеются сводчатые кельи и другие помещения, из которых семь были ещё целы, а другие семь уже развалились к концу XIX века. К этому же времени обвалились также восточная и западная стены ограды, а также облицовка северной стены церкви.